# Split
Split  [splît] (?·pàg.) (coneguda també pel seu nom italià, Spalato) és la ciutat més gran de Dalmàcia a Croàcia, capital de la comarca de Split-Dalmàcia. Està situada en una petita península que entra a la mar Adriàtica, al peu de les muntanyes Kozjak i Mosor. És la segona ciutat més poblada de Croàcia amb uns 188.694 habitants, la majoria croats (90,1%) i catòlics (88,4%), segons el cens del 2001.
Aquesta ciutat presenta la singularitat d'haver estat construïda dins, i posteriorment a l'entorn, del palau de Dioclecià.
Aquest emperador romà, d'origen dàlmata, es va fer construir un immens palau sobre la seva costa natal, del 294 al 305, per passar-hi la seva jubilació. Ocupa una superfície de 39.000 m². El front de mar encara està constituït del recinte del palau, on s'obre encara la porta marítima, que en l'antiguitat permetia que els vaixells hi atraquessin directament.
L'any 615, el palau és transformat en ciutat quan s'hi refugien els habitants de la veïna Salona (capital de la província romana de Dalmàcia). Construeixen altes cases aprofitant les muralles i els monuments antics. El mausoleu de Dioclecià és transformat en catedral dedicada a Sant Duje, patró protector de la ciutat.
La ciutat és Patrimoni de la Humanitat per la UNESCO.

## Geografia
Split està situada en una península entre la part oriental del golf de Kaštela i el mar Adriàtic. Els punts orogràfics més destacables són el turó de Marjan, de 178 m, que s'eleva en la part occidental de la península, i les crestes Kozjak, de 779 m; i Mosor, de 1.339 m.

### Clima
Split té un clima de transició entre el clima mediterrani (Csa) i el clima subtropical humit (Cfa) segons la classificació climàtica de Köppen, perquè només un mes d'estiu té menys de 40 mm de pluja amb estius secs i càlids (amb temperatures que pugen fins als 42 °C al juliol) i hiverns humits. La precipitació mitjana anual és de 806,2 mm. La vegetació és de tipus mediterrani, de fulla persistent (sempervirens), i la flora subtropical (palmeres, cactus) creix a la ciutat i als voltants.

## Fills il·lustres
- Albert Visetti (1846-1928) director d'orquestra i professor de cant.
- Marc Antoni de Dominis (1560-1624), nascut a Rab, arquebisbe de Split, matemàtic i científic.